# Від сім'ї не втечеш
«Від сім'ї не втечеш» (англ. La ch'tite famille) — комедійна стрічка з Дені Буном, Лоранс Арне, Валері Боннетон, Лін Рено та Ґі Леклюйзом у головних ролях.

## Сюжет
Успішний дизайнер меблів Валентин все своє доросле життя приховував свою сім'ю. Навіть його дружина, Констанса, вважала його сиротою. Мама Валентина дуже переживала з цього приводу. На ювілей мами родина приїжджає на виставку Валентина та Констанси. Чоловік хоче зізнатися в пресі, що він брехав. Для збереження репутації тесть, Александр, збиває Валентина. Внаслідок травми голови чоловік втрачає пам'ять. Цим користується Александр: Валентин підписує документи за якими власником компанії стає тесть. Дружина та родина робить усе, щоб пам'ять до нього повернулась. І диво трапляється. Валентин згадує кривдника. Валентин з дружиною відвідують батьків. Велика родина влаштовує святкування дня народження мами.

## У ролях
| Актор           | Роль             |
| --------------- | ---------------- |
| Дені Бун        | Валентин         |
| Валері Боннетон | Лулу             |
| Лін Рено        | мати             |
| Лоранс Арне     | Констанса        |
| Ґі Леклюйз      | Ґюс              |
| Франсуа Берлеан | батько Констанси |
| П'єр Рішар      | Жак              |
| Жуліана Лепуро  | Дафф Деніелс     |
| Стефан Пезерат  | логопед          |
| Кад Мерад       | у ролі себе      |
| Паскаль Обіспо  | у ролі себе      |

## Створення фільму

### Виробництво
Зйомки фільму проходили в Парижі, Франція.

### Знімальна група
- Кінорежисер — Дені Бун
- Сценаристи — Дені Бун, Сара Камінскі
- Кінопродюсер — Дені Бун
- Композитори — Максим Депре, Мішель Торджман
- Кінооператор — Деніс Руден
- Кіномонтаж — Елоді Кодаччіоні
- Художник-постановник — Ерве Гале
- Артдиректор — Стефані Бертран
- Художник з костюмів — Летиція Буї
- Підбір акторів — Матильда Снодґрасс[4]

## Сприйняття
Фільм отримав переважно негативні відгуки. На сайті Rotten Tomatoes оцінка стрічки становить 20 % на основі 5 відгуків від критиків (середня оцінка 3,8/10) і 40 % від глядачів із середньою оцінкою 3,0/5 (8 голосів). Фільму зарахований «гнилий помідор» від кінокритиків та «розсипаний попкорн» від глядачів, Internet Movie Database — 5,5/10 (689 голосів).